# 매디슨 키스
매디슨 키스(영어: Madison Keys, 1995년 2월 17일 ~ )는 미국의 프로 테니스 선수이다.

## 그랜드 슬램
- 호주 오픈 : 우승 - 2025
- 프랑스 오픈 : 4강 - 2018
- 윔블던 : 8강 - 2015
- US 오픈 : 준우승 - 2017